# Jenfang metróvonal (Peking)
A pekingi Jenfang (Yanfang) metróvonal (egyszerűsített kínai: 北京地铁燕房线; pinjin: Běijīng Dìtiě Yānfángxiàn) Yancun East állomást és Yanshant köti össze. A vonalon 2017. december 30-án indult meg a közlekedés. A Jenfang (Yanfang) vonal színe      narancssárga.

## Állomáslista
|                             |   |                    |          |                |
| ●                           | ● | Yancun Dong (E)    | 阎村东   | Fangshan vonal |
| ●                           | ● | Zicaowu            | 紫草坞   |                |
| ●                           | ● | Yancun             | 阎村     |                |
| ●                           | ● | Xingcheng          | 星城     |                |
| ●                           | ● | Dashihe Dong (E)   | 大石河东 |                |
| ●                           | ● | Magezhuang         | 马各庄   |                |
| ●                           | ● | Raole Fu           | 饶乐府   |                |
|                             |   |                    |          |                |
| — Itt a vonal kettéágazik — |   |                    |          |                |
|                             |   |                    |          |                |
| ●                           | ∫ | Fangshan Chengguan | 房山城关 |                |
| ●                           | ∫ | Yanshan            | 燕山     |                |
| ∫                           | ● | Laochengqu         | 老城区   |                |
| ∫                           | ● | Guce               | 顾册     |                |
| ∫                           | ● | Zhoukoudian Town   | 周口店镇 |                |
|                             |   |                    |          |                |

## Fordítás
- Ez a szócikk részben vagy egészben  a   Yanfang Line, Beijing Subway című angol Wikipédia-szócikk fordításán alapul.  Az eredeti cikk szerkesztőit annak laptörténete sorolja fel. Ez a jelzés csupán a megfogalmazás eredetét és a szerzői jogokat jelzi, nem szolgál a cikkben szereplő információk forrásmegjelöléseként.
- Ez a szócikk részben vagy egészben  a(z)   北京地铁燕房线 című kínai Wikipédia-szócikk fordításán alapul.  Az eredeti cikk szerkesztőit annak laptörténete sorolja fel. Ez a jelzés csupán a megfogalmazás eredetét és a szerzői jogokat jelzi, nem szolgál a cikkben szereplő információk forrásmegjelöléseként.

## Külső hivatkozások
- Beijing MTR Corp. Ltd